# Eduard Thommen
Eduard Thommen (* 30. Januar 1880 in Basel; † 25. Juli 1961 ebenda) war ein Schweizer Philologe, Stenograf, Botaniker und Autor.

## Leben und Werk
Eduard Thommen studierte Sprachwissenschaften an der Universität Basel und half August Binz bei der Fertigstellung der 1901 erschienenen Flora von Basel und Umgebung. Später führten ihn seine Sprachstudien an die Universitäten in Paris und Oxford.
Wieder in Basel studierte er Sanskrit bei Jacob Wackernagel. Die Dissertation schrieb er in Göttingen, wohin Wackernagel berufen wurde, doch promovierte er an der Universität Basel. Nach dem Examen war er Mitarbeiter bei der von Albert Graeter (1873–1916) und Dominik Müller Ende 1904 gegründeten gesellschaftskritischen Zeitschrift Der Samstag. Zudem trat er einem Stenographenverein bei und gewann zahlreiche gut dotierte Preise. Vorübergehend nahm Thommen eine Stelle des Bundesstenografen in Bern an und arbeitete anschliessend am Arbeitsamt in Basel.
Zusammen mit dem Schiffsarzt und Naturforscher Arnold Masarey (1883–1951) und Dominik Müller unternahm Thommen eine Reise nach Spanien. Müller verarbeitete seine Erlebnisse in Spanische Geschichten (1918) und Vor Torschluss (1935). Eduard Thommen sprach 30 Sprachen und war zudem Abstinenzler. 

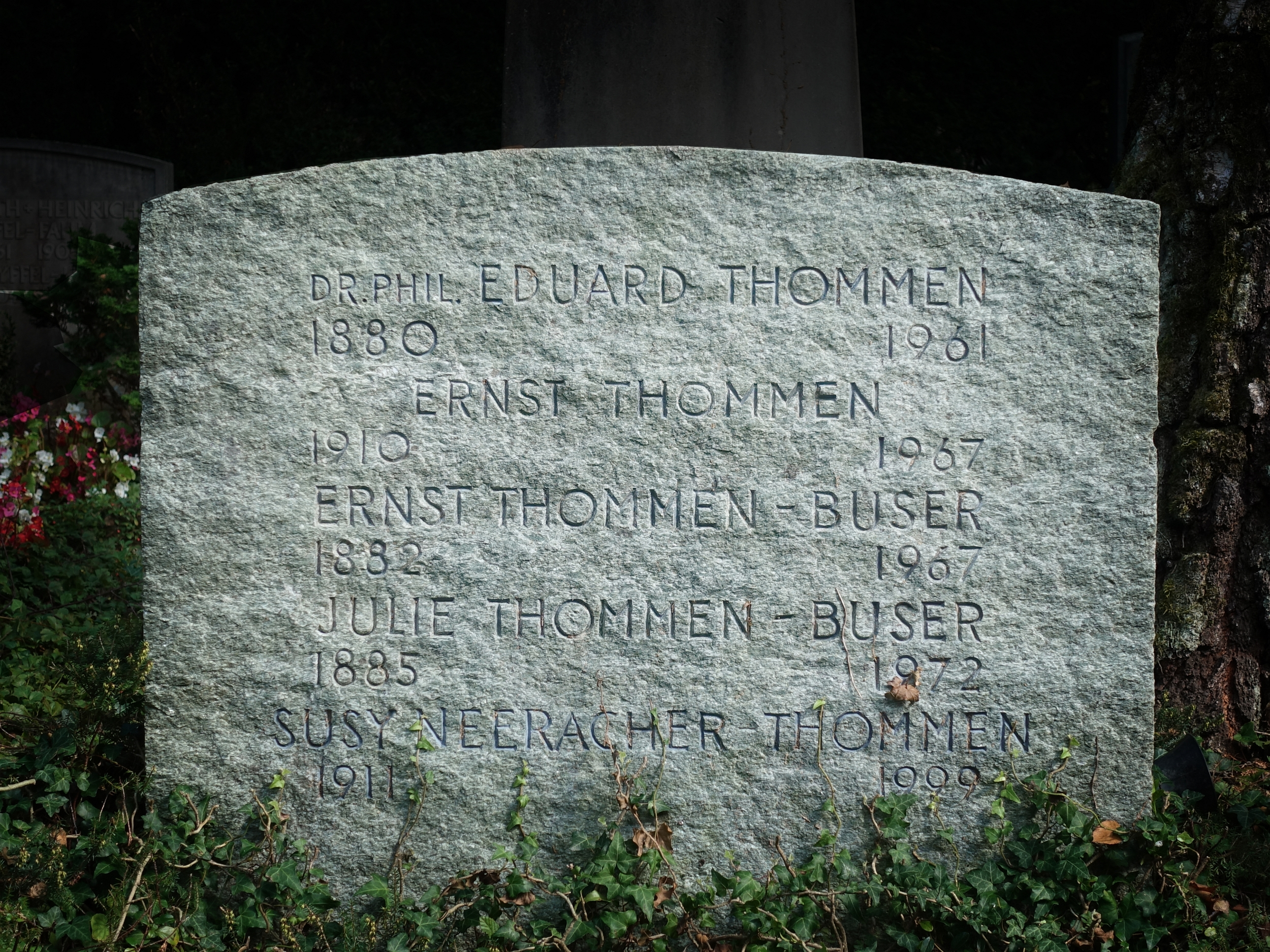
Grab, Friedhof am Hörnli

1920 wurde Thommen an das nach Genf verlegte Internationale Arbeitsamt (B.I.T) gewählt und arbeitete dort in der «Section dédition» an der Redaktion der deutschen, französischen und englischen Texte, die sich mit den Gesetzen und Reglementen betreffend Arbeitsschutz befassten. 
Thommen besuchte in Genf die Sitzungen der Botanischen Gesellschaft und stand u. a. mit Henry Correvon in reger Verbindung. Dieser widmete ihm später ein Buch. Zudem lernte Thommen in Genf 1929 Alfred Becherer kennen und führte ihn in das Gebiet der «Flora genevensis» ein.
Thommen liess sich 1943 pensionieren und forschte ab 1944 auch im Kanton Tessin. Seine botanischen Schriften zählen über 60 Nummern. Philologisch-botanisch ist seine wertvolle Arbeit über den Namen Ginko von 1949. Eduard Thommen schenkte der Universitätsbibliothek Basel seine reiche linguistische Bibliothek und der Botanischen Anstalt Basel sein Herbarium. Seine letzte Ruhestätte fand er auf dem Friedhof am Hörnli.